# حسن بولاتكان
حَسَن بُولَادِقَان ويقال فُولَاذِقَان (بالتركية: حسن پولاد‌قان/Hasan Polatkan) ‏(1915 إسكيشهر - 16 سبتمبر 1961)، وهو سياسي ووزير تركي. كان يشغل منصب وزير العمل مابين 22 مايو 1950 إلى 14 ديسمبر 1950، وشغل كذلك منصب وزير الأشغال العامة مابين 28 أكتوبر 1950 إلى 14 ديسمبر 1950، وشغل أيضا منصب وزير المالية مرتين مابين 14 ديسمبر 1950 إلى 9 ديسمبر 1955، و 3 ديسمبر 1956 إلى 27 مايو 1960 . بعد الانقلاب العسكري عام 1960م الذي نفذه الجيش التركي على حكومة عدنان مندريس ألقي القبض على بولادقان وقدم للمحاكمة في جزيرة ياسي أدا بتهم أهمها خيانة الوطن والسعي لقلب النظام العلماني وتأسيس دولة دينية وصدر عليهم حكم الإعدام هناك ، فأعدم شنقا في جزيرة أمير علي جنبا إلى جنب مع عدنان مندريس وفطين رشدي زَوَرْلُو وذلك في 17 سبتمبر 1961. وردت تركيا الاعتبار اليه ورفاقه بعد 29 سنة من اعدامهم، في يوم 17 سبتمبر 1990 ذكرى أعدامه ، نقل رفات حسن بولادقان مع رفاقه إلى الضريح الذي أقيم لعدنان مندريس ورفاقه في مدينة إسطنبول ودفن مجددًا بحضور رئيس الجمهورية طرغود أوزال. 

## نشأته
ولد عام 1915 في إسكي شهير، الإمبراطورية العثمانية (الآن تركيا) لعائلة من تتار القرم. واسم فولاذقان تركيٌّ ومعناه دَمُ (قان) الفُولَاذِ (پولاد) أي ذو الدم والعرق والأصل والمَحْتِدِ الفولاذي. درس العلوم السياسية في جامعة اسطنبول. بعد تخرجه في عام 1936 ، عمل بولادقان مفتشا في بنك زراعات المملوك للدولة.

## روابط خارجية
- حسن بولاتكان على موقع مونزينجر (الألمانية)